# 마카스토르나
마카스토르나(Maccastorna, 로디자노: Macastùrna)는 이탈리아 롬바르디아주 로디도에 있는 코무네이다. 밀라노에서 남동쪽으로 약 50 킬로미터 (31 mi) 떨어져 있고, 로디에서 남동쪽으로 약 20 킬로미터 (12 mi) 떨어져 있다.
관광 명소로는 13~14세기 성과 12세기경의 교구 교회(20세기에 크게 개조됨)가 있다.

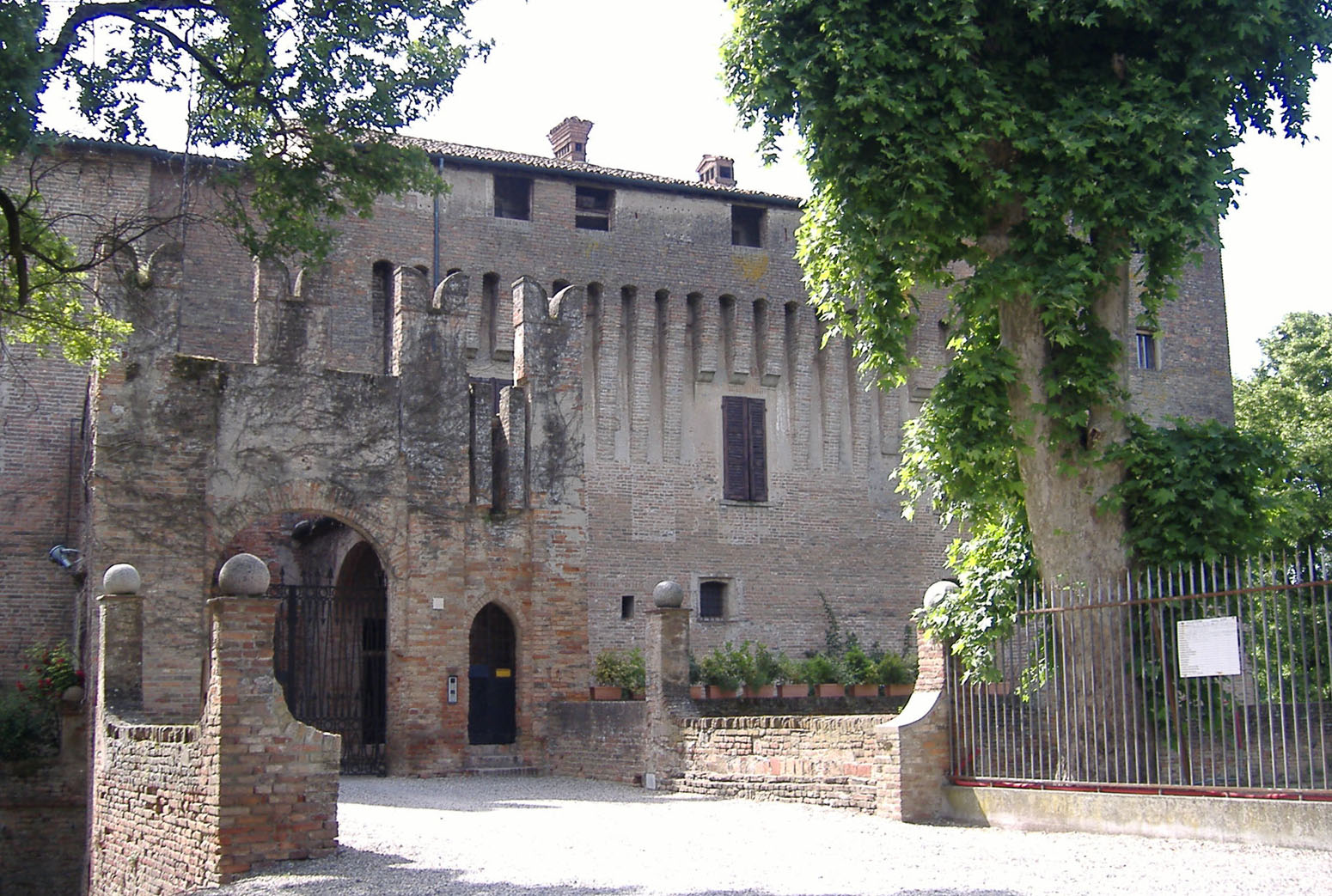
마카스토르나 성.

마카스토르나는 다음 지자체와 접해 있다: 크로타 다다, 멜레티, 카스텔누오보 보카 다다. 2011년 기준 기준으로 이탈리아에서 11번째로 인구가 적은 코무네이다.